# Diputació Provincial de Valladolid

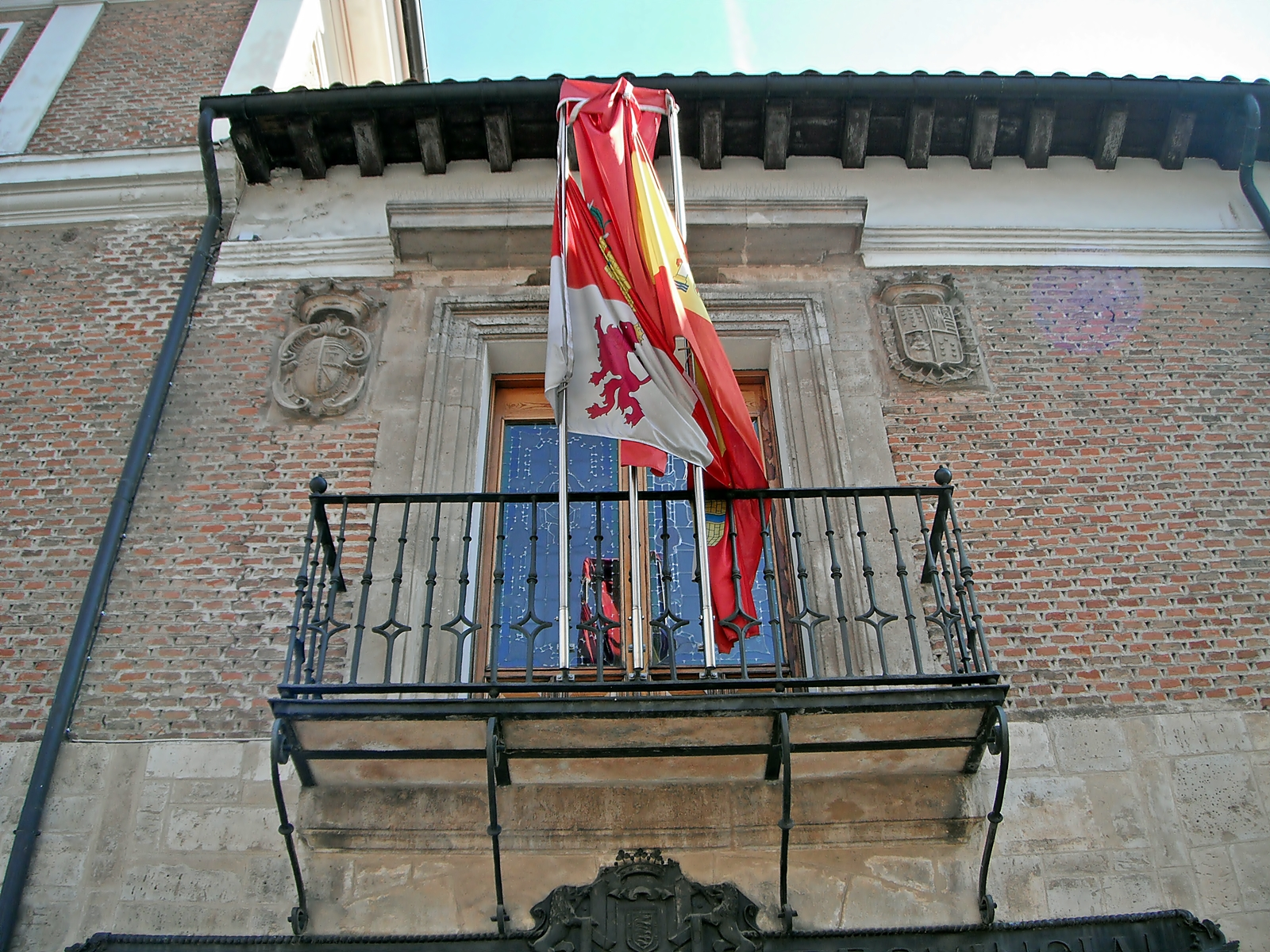
Balcó principal del Palau de Pimentel, seu de la Diputació.

La Diputació de Valladolid és l'òrgan institucional propi de la província de Valladolid al qual corresponen diferents tasques administratives i executives.
Engloba tots els municipis de Valladolid i entre les seves funcions més importants es troba la de dotar de diners als municipis per a la construcció d'obres públiques.
Té la seu al Palau de Pimentel, situat al carrer Angustias núm. 44 a la ciutat de Valladolid.

## Història
La Constitució de Cadis establia la creació de Diputacions en totes les províncies de la Monarquia, posant com a data límit per a això el mes de març de 1813. Nomenat Cap Polític Superior de la província de Valladolid el militar Antonio Peón y Heredia, s'encarregà de gestionar l'elecció dels diputats a Corts per la província de Valladolid, en una tasca que li ocupà des de novembre d'aquest any fins a gener de 1813. Un cop elegits els diputats, Peón y Heredia s'afanyà a posar en peu la Diputació Provincial. Per evitar retards que contravinguessin l'establert per la Constitució, el 3 de març de 1813 es creà la Diputació Provincial de Valladolid en una reunió que tingué lloc a la Puebla de Sanabria, capital de la terra de Sanabria i que, en aquell moment, formava part de la província de Valladolid. Un cop complert el tràmit legal, la Diputació tornà a reunir-se, ja de manera regular, a la ciutat de Valladolid a partir de setembre d'aquell mateix any de 1813.